# 1964年夏季残疾人奥林匹克运动会意大利代表团
1964年夏季残疾人奥林匹克运动会意大利代表团是意大利派出的1964年夏季残疾人奥林匹克运动会代表团。获得14枚金牌、15枚银牌和14枚铜牌。